# Richard Müntzing
Richard Müntzing, född 15 maj 1868, död 16 februari 1951, var en svensk militär och boksamlare.
Hans privatsamling av svensk jaktlitteratur har beskrivits som den mest fullständiga i sitt slag. 1941 köptes samlingen gemensamt av "Samfundet Nordiska Museets Vänner" och "Svenska Jägareförbundet". Den deponerades hos Nordiska Museet där den upptog drygt 50 hyllmeter (ca 3000 titlar). I samlingen ingick ett flertal rariteter, bland annat J. P. von Wulfschmidts "Bondestolpe" i den så kallade Skara-upplagan (1771–1772) som är känd endast i ytterligare ett exemplar. 
Richard Müntzing utgav bibliografin "Svensk jaktlitteratur" i två delar (1928–1935).